# Důvěryhodný operační systém
Důvěryhodný operační systém (anglicky Trusted Operating System) je takový operační systém, který poskytuje dostačující víceúrovňovou bezpečnost a evidenci požadavků žádaných vládním standardem.
Nejběžnější množina pravidel pro důvěryhodné operační systémy jsou Common Criteria, což jsou mezinárodně uznávaná bezpečnostní osvědčení v kombinaci s funkčními bezpečnostními požadavky (SFR) pro LSPP („označené bezpečnostní ochranné profily“) a povinné řízení přístupu (MAC). Common Criteria jsou výsledkem mnohaletého úsilí vlády USA, Kanady, Velká Británie, Francie, Německa a Nizozemí o vytvoření jednotného bezpečnostního kritéria pro IT produkty.
Příklady certifikovaných důvěryhodných systémů:
- HP-UX 10.26
- Microsoft Windows 7 a Windows Server 2008 R2 (klasifikace EAL 4+)[1]
- PitBull for AIX 5L
- Trusted Solaris
- Trusted UNICOS 8.0 (Rated B1)
- XTS-400

Příklady operačních systému, které mohou být certifikovatelné:
- FreeBSD (TrustedBSD)
- Linux (SELinux)

Společnosti, které vytvořily důvěryhodný systém:
- Addamax (BSD, SVR3, SVR4, HP/UX)
- Argus Systems Group (Solaris, AIX)
- AT&T (System V)
- Bull (AIX)
- Data General (DG/UX)
- Digital Equipment Corporation (Ultrix)
- Gemini Computers (GEMSOS)
- Harris Corporation (SVR3, SVR4)
- Hewlett-Packard(HP/UX)
- Honeywell (Multics)
- IBM (OS/390, AIX)
- SCO (SCO Unix)
- Secure Computing Corporation (LOCK, Mach, BSD)
- SecureWare (Apple A/UX, HP/UX, SCO)
- Sequent (Dynix/ptx)
- Silicon Graphics (IRIX)
- Sun Microsystems (SunOS, Solaris)
- Trusted Information Systems (Xenix, Mach)
- BAE Systems (XTS Unix)
- Microsoft